# Robert Olmstead
Pour les articles homonymes, voir Olmstead.
Œuvres principales
- Le Voyage de Robey Childs

Robert Olmstead, né le 3 janvier 1954 à Westmoreland dans le New Hampshire, est un écrivain américain.

## Œuvres

### Romans
- (en) River Dogs, 1987
- (en) Soft Water, 1988
- (en) A Trail of Heart's Blood Wherever We Go, 1990
- (en) America By Land, 1993
- (en) Stay Here With Me, 1997
- Le Voyage de Robey Childs, Gallmeister, 2014 ((en) Coal Black Horse, 2007)
- (en) Far Bright Star, 2009
- (en) The Coldest Night, 2012